# モハンマド・アリー・シャー
モハンマド・アリー・シャー（ペルシア語: محمدعلی‌شاه, 1872年6月21日 - 1924年4月5日）は、ガージャール朝第6代シャー（在位：1907年 - 1909年）。

## 生涯

### 即位
1907年に父モザッファロッディーン・シャーが病没するとシャーの地位に即位した。シャーに即位したモハンマド・アリーは、イラン立憲革命に反対する政策として、議会の解散と、イスラーム法に抵触するということで、父が死亡の間際に公布に署名した憲法の廃止を宣言した。もともと、イラン立憲革命において、憲法が起草されるという段階で、立憲制をめぐって、ウラマー層内部での対立が起こっていた。あくまでもシャリーアに基づくものでなければならないという主張が展開されていたため、法の下の平等といった従来のウラマーの既得権益を縮小する動きに抵抗するウラマーもいた。8月31日には首相のミールザー・アリー・アスガル・ハーンが暗殺された。
1908年になると、立憲派と反立憲派の対立が先鋭化するようになり、テヘラン、タブリーズ、エスファハーンといった諸都市では暴動に発展するケースもあった。モハンマド・アリーは、ロシアとイギリスの支援を受けて議会を砲撃し、6月23日には議会の解散に追い込むことに成功した。

### 立憲派の逆襲
シャーによるクーデターの成功に対して、一時的に立憲派の勢力は減退するが、アゼルバイジャン地方の主要都市で、ロシアとの交易により、当時のイランで最も西洋の最新の政治的思想に親しんできたタブリーズが立憲派の拠点となった。モハンマド・アリーは、商人、中・下級ウラマー、任侠・無頼の徒であるルーティーと呼ばれる人々の手により、義勇的武装闘争集団が組織されたタブリーズを包囲したが、11ヵ月の包囲戦に耐え抜き、イラン全土に潜伏していた立憲派を勇気付けた。その動きはラシュト、エスファハーンへ拡がり、立憲派の組織した軍隊は首都テヘランへと向かっていった。

### 亡命
1909年7月16日にシャーの地位を降り、モハンマド・アリーはロシア大使館に逃げ込み、その後ロシア（現ウクライナ）のオデッサに亡命した。1911年には軍隊を率いてアスタラーバードに上陸したが、打ち破られている。

### 死去
1924年4月5日、イタリアのサンレーモで死亡した。彼の子供であるアフマド・シャーがモハンマド・アリーのあとを継いだが、アフマド・シャーの時代にガージャール朝はその幕を閉じる。